# Reggae in Australien
Als Musikgenre wurde Reggae in Australien in den späten 1960ern bekannt. In der australischen Musikszene gibt es heute eine Reihe von Bands und Soundsystems, die ihre eigenen Interpretationen des jamaikanischen Reggae spielen. Australien hat eine relativ kleine jamaikanische Community. Diese beeinflusste jedoch die auf jamaikanischen Einflüssen beruhende Popularität des Reggae in England in den 1960er und 1970er Jahren sowie die australische Musikszene nachhaltig. Viele indigene Musiker griffen den Reggae als musikalische Ausdrucksform und als Form des Widerstandes auf. Beispiele hierfür sind die Bands No Fixed Address und Coloured Stone. Auch junge, international erfolgreiche Bands wie Blue King Brown stehen in dieser Tradition. Es entwickelte sich eine eigene australische Roots-Reggae-Szene.

## Geschichte
Bob Marley & The Wailers tourten 1979 durch Australien und spielten in Brisbane, Adelaide, Perth, Melbourne und Sydney. 1984 veröffentlichte das Australische Label Corroboree Records seine erste Single mit dem Namen Dangerous Times. Diese Single wurde in den Channel One Studios mit den Roots Radics eingespielt. Bekannt wurde die Single wegen des Songs Dangerous Dub auf der B-Seite, der von King Tubby gemixt wurde. Die Platte erschien in Jamaika, dem Vereinigten Königreich und Australien.
Die erste nennenswerte Dub-Veröffentlichung in Australien war Ten Dubs That Shook The World von Sheriff Lindo And The Hammer aus dem Jahr 1988. Sie erschien auf dem Label Endless Recordings. Die LP wurde 1998 auf dem Label Creative Vibes mit fünf zusätzlichen Tracks wiederveröffentlicht. Bei EM Records in Japan erschien diese Platte 2006 als CD und LP (limitiert auf 500 Kopien) erneut.
Im September 2006 veröffentlichte Astronomy Class Exit Strategy auf dem Label Elefant Traks. Er mischte Reggae mit Hip-Hop. Im Februar 2007 veröffentlichte der Melbourner Produzent Mista Savona Melbourne Meets Kingston auf Elefant Traks. Auf der 21 Songs beinhaltenden Platte bringt er jamaikanische Sänger mit Deejays wie Anthony B, Determine und Big Youth zusammen. Reggaeton, ein Genre, das Reggae, Hip-Hop, und traditionelle lateinamerikanische Musik mischt, ist auch in Australien populär. Der puerto-ricanische Künstler Daddy Yankee machte das Genre durch seinen Hit Gasolina im australischen Radio 2006 bekannt.

## Australische Reggaesänger und -bands
- Blue King Brown
- Declan Kelly
- Fyah Walk
- King Tide
- Matty Woods
- Mista Savona
- Nicky Bomba
- The Red Eyes
- The Strides